# 古川直季
古川 直季（ふるかわ なおき、1968年（昭和43年）8月31日 - ）は、日本の政治家。自由民主党所属の衆議院議員（2期）。元横浜市会議員（7期）。総務大臣政務官。

## 来歴
神奈川県立希望ヶ丘高等学校、明治大学政治経済学部卒業。横浜銀行入行後、松沢成文衆議院議員秘書を務める。
1995年4月9日、横浜市議会議員選挙で新進党から旭区選挙区で立候補し当選（市議選で最年少の当選者）となった。その後自由民主党に所属。以後、7期26年横浜市会議員を務め、自民党横浜市連政務調査会長や自民党横浜市会議員団団長などを歴任。
2021年4月15日、自民党衆議院神奈川6区支部長に就任。6区では公明党との選挙協力により長らく自民党は候補者を擁立していなかったが、比例九州ブロックから国替えで立候補する予定だった遠山清彦が不祥事（緊急事態中の不適切な行動）により議員辞職し、公明党は候補者の擁立を断念。そのため自民党は25年ぶりに公認候補を擁立する運びとなり、公募の結果、49人の中から古川が選ばれた。10月6日、横浜市会議員を辞職。10月31日投開票の第49回衆議院議員総選挙では立憲民主党の青柳陽一郎を4,525票差で破り初当選（青柳は比例復活）。
2022年2月19日、新型コロナウイルス陽性が判明。21日、衆議院は古川が感染したと発表した。
2024年10月27日の第50回衆議院議員総選挙では、926票差で青柳に敗れたものの比例復活で再選。
2024年11月13日、第2次石破内閣で総務大臣政務官に就任。

## 選挙歴
| 当落 | 選挙                   | 執行日         | 年齢 | 選挙区        | 政党       | 得票数    | 得票率 | 定数 | 得票順位 /候補者数 | 政党内比例順位 /政党当選者数 |
| ---- | ---------------------- | -------------- | ---- | ------------- | ---------- | --------- | ------ | ---- | ------------------ | ---------------------------- |
| 当   | 1995年横浜市会議員選挙 | 1995年4月9日   | 26   | 旭区選挙区    | 新進党     |           | ーー   |      | /                  | /                            |
| 当   | 1999年横浜市会議員選挙 | 1999年4月11日  | 30   | 旭区選挙区    | 自由民主党 | 1万1118票 | ーー   | 7    | 3/10               | /                            |
| 当   | 2003年横浜市会議員選挙 | 2003年4月13日  | 34   | 旭区選挙区    | 自由民主党 | 1万7352票 | ーー   | 7    | 1/10               | /                            |
| 当   | 2007年横浜市会議員選挙 | 2007年4月8日   | 38   | 旭区選挙区    | 自由民主党 | 2万56票   | ーー   | 6    | 1/9                | /                            |
| 当   | 2011年横浜市会議員選挙 | 2011年4月10日  | 42   | 旭区選挙区    | 自由民主党 | 2万1525票 | ーー   | 6    | 1/8                | /                            |
| 当   | 2015年横浜市会議員選挙 | 2015年4月12日  | 46   | 旭区選挙区    | 自由民主党 | 1万7866票 | ーー   | 6    | 1/9                | /                            |
| 当   | 2019年横浜市会議員選挙 | 2019年4月7日   | 50   | 旭区選挙区    | 自由民主党 | 2万2362票 | ーー   | 6    | 1/8                | /                            |
| 当   | 第49回衆議院議員総選挙 | 2021年10月31日 | 53   | 神奈川県第6区 | 自由民主党 | 9万2405票 | 44.32% | 1    | 1/3                | /                            |
| 比当 | 第50回衆議院議員総選挙 | 2024年10月27日 | 56   | 神奈川県第6区 | 自由民主党 | 7万9281票 | 39.84% | 1    | 2/4                | 2/7                          |